# Krynica-Zdrój (gmina)
Krynica-Zdrój est une gmina mixte du powiat de Nowy Sącz, Petite-Pologne, dans le sud de Pologne, sur la frontière avec la Slovaquie. Son siège est la ville de Krynica-Zdrój, qui se situe environ 31 km au sud-est de Nowy Sącz et 103 km au sud-est de la capitale régionale Cracovie.
La gmina couvre une superficie de 145,3 km2 pour une population de 16 850 habitants.

## Géographie
Outre la ville de Krynica-Zdrój, la gmina inclut les villages de Berest, Czyrna, Mochnaczka Niżna, Mochnaczka Wyżna, Muszynka, Piorunka, Polany et Tylicz.
La gmina borde les gminy de Grybów, Łabowa, Muszyna et Uście Gorlickie. Elle est également frontalière de la Slovaquie.